# カタリナ・トマシェヴィチ・コトロマニッチ
カタリナ・トマシェヴィチ・コトロマニッチ (セルビア・クロアチア語: Katarina Tomašević Kotromanić/Катарина Томашевић Котроманић; 1453年生) は、ボスニア王スティエパン・トマシュの娘。最後のボスニア王女である。ボスニア王国がオスマン帝国に征服された際に捕らえられ、イスラム教に改宗したのち、オスマン帝国内で余生を送った。

## 幼少期
カタリナはボスニア王スティエパン・トマシュとカタリナ・コサチャ＝コトロマニッチの娘である。同母兄にシギスムンドがいる。1461年7月にトマシュが死去すると、異母兄のスティエパン・トマシェヴィチが王位を継いだ。通説として、スティエパン・トマシェヴィチの在位中シギスムンドは妹や母と共にフォイニツァのコゾグラド城で育てられたといわれるが、実際には王がこの異母弟をヤイツェの王宮で傍近くに置いていた可能性が高い。というのも、子がいないスティエパン・トマシェヴィチにとってシギスムンドは推定相続人であったからである

## 王国滅亡と虜囚
1463年5月、メフメト2世率いるオスマン帝国がボスニアに侵攻した。抵抗をあきらめたボスニア王族は、てんでばらばらに分かれてクロアチアやアドリア海沿岸へ逃げることで、オスマン軍の追及を振り払おうとした。シギスムンドと妹カタリナは母と別れて逃げたが、ヤイツェに近いズヴェチャイの街でオスマン軍に捕まった。国王スティエパン・トマシェヴィチはクリュチでオスマン軍に騙されて投降し、間もなく斬首された。母カタリナは脱出に成功し、最終的にローマに落ち着いた。

## その後
ボスニア滅亡後の動向について、兄のシギスムンドについては比較的よく知られている。彼はイスラム教に改宗して、イシャク・ベイ・クラロール（王子イシャク・ベイ）と呼ばれ、オスマン帝国の高級軍人となっている。一方カタリナについては、同じくイスラム教に改宗したということ以外に確かな記録は残っていない。彼らの改宗やオスマン帝国内での教育については、すでにオスマン帝国内で高い地位を得ていた叔父のヘルセクザデ・アフメド・パシャ（ボスニア語名スティエパン・ヘルツェゴヴィチ、母カタリナ・コサチャ＝コトロマニッッチの異母弟）がかかわっていた可能性が高い。セルビアの歴史家グリゴリイェ・エレゾヴィチは、カタリナの母方の大叔父である可能性があるスコピエのサンジャク＝ベイのイサ＝ベグ・イサコヴィチが、カタリナの後継人に任じられたのではないか、という仮説を立てている。

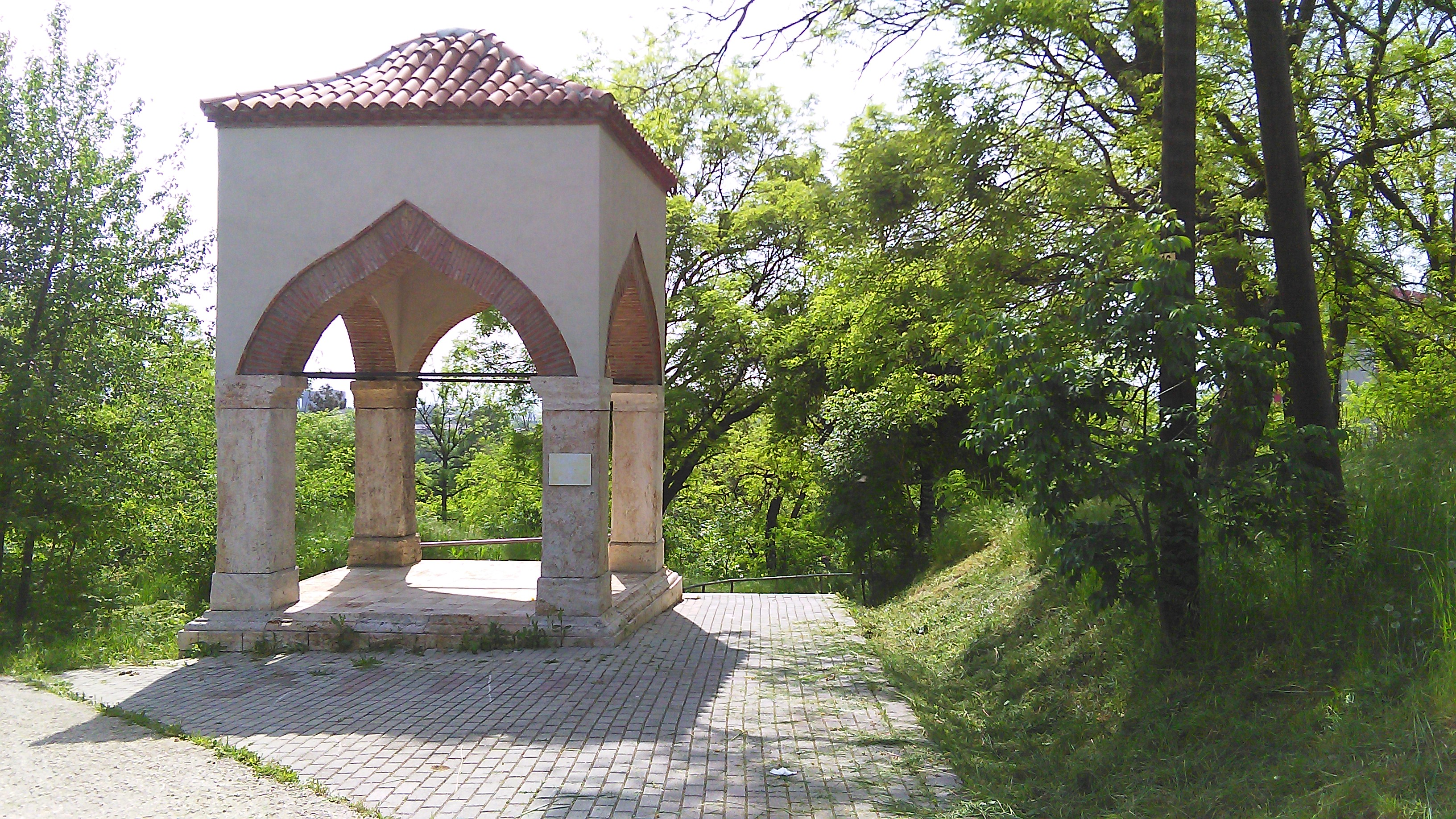
クラル・クズ（王女）廟。1963年のスコピエ地震で破壊され、21世紀に再建された。

ローマでは、母カタリナ・コサチャ＝コトロマニッチがシギスムンドと娘カタリナを「トルコの虜囚から解放する」ための活動を続けていた。1470年、彼女は「10歳の娘」に言及している。おそらくこれは、「虜囚になって10年が経つ」娘カタリナのことを指していると考えられている。4年後、母カタリナはオスマン帝国国境へ赴き身代金交渉をしようと試みた。ムスリムの異母弟アフメド・パシャを頼ろうとしたとみられているが、失敗に終わった。1478年、母カタリナは死去する直前に、もし娘カタリナがキリスト教信仰に戻り、シギスムンドが戻らない場合には、娘カタリナがボスニア王位を継ぐべきであるという遺言を残した。
歴史家エレゾヴィチは、カタリナがイスラム教改宗にあたり改名し、結婚してスコピエで余生を送ったのではないかと推測している。彼は、スコピエのムスリム墓地内にある15世紀のクラル・クズ廟に葬られている人物がカタリナではないかという説を提唱しており、広く認められている。クラル・クズ（王女の、トルコ語: Kîrâl Kîzî) という名は、イスラム教に改宗した王女が眠っていることを強く示唆しており、カタリナはその最有力候補である。これが正しければ、カタリナは未婚のまま可能性もある。既婚のムスリム女性は夫の名のもとに埋葬されるからである。ただエレゾヴィチは同時に、テトヴォから出たムスリム貴族の一族が、スコピエの「クトゥルマン」の子孫であるという主張をしており、これがコトロマニッチ家のことを指している可能性があるという点にも留意している。